# Castelfranci
Castelfranci – miejscowość i gmina we Włoszech, w regionie Kampania, w prowincji Avellino.
Według danych na 1 stycznia 2022 roku gminę zamieszkiwały 1802 osoby (887 mężczyzn i 915 kobiet).